# Point de Cézembre
Der Point de Cézembre (englisch Cézembre Point) ist eine felsige Landspitze an der Küste des ostantarktischen Adélielands. Sie liegt 800 m nordöstlich des Kap Margerie.
Teilnehmer einer französischen Antarktisexpedition benannten die Landspitze 1950 nach der Insel Cézembre, die der Stadt Saint-Malo in der Bretagne vorgelagert ist.